# Забарило Олег Семенович
Оле́г Семе́нович Забари́ло (* 1930) — український науковець, кандидат технічних наук (1969), лауреат Державної премії УРСР в галузі науки і техніки (1980).

## З життєпису
Лауреат Державної премії УРСР 1980 року — «Розробка основ, створення і впровадження у промисловість технології та обладнання для плазмодугової виплавки злитків сталей і сплавів із заготовок та некомпактної шихти» — у складі колективу: Асоянц Григорій Баградович, Григоренко Георгій Михайлович, Клюєв Михайло Маркович, Лакомський Віктор Йосипович, Прянишников Ігор Степанович, Торхов Геннадій Федорович, Феофанов Лев Петрович (посмертно), Чвертко Анатолій Іванович, Шехтер Семен Якович.
Серед винаходів: «Спосіб електродугового нагріву та плавлення матеріалів», 1994, співавтори Донской Семен Аронович, Ждановський Анатолій Анатолійович, Замуло Микола Іванович, Кулініч Володимир Іванович, Латаш Юрій Вадимович, Матвієнко Валерій Олександрович, Мельник Гарій Олександрович, Рейда Микола Васильович.